# Norbert Banaszek
Norbert Banaszek (* 18. Juni 1997 in Warschau) ist ein polnischer Radrennfahrer.

## Sportlicher Werdegang
Nach dem Wechsel in die U23 wurde Banaszek 2016 Mitglied im Verva ActiveJet Pro Cycling Team, in dem sein Vater bereits in der sportlichen Leitung tätig war. Nach Auflösung des Teams fuhr er jeweils eine Saison für die UCI Continental Teams Kolss Cycling und Wibatech Merx 7R, ohne sich besonders hervorzutun.
Zur Saison 2018 wechselte Banaszek wieder zu seinem Vater in das damalige Team Hurom BDC Development. 2019 stand er als Dritter beim Puchar Ministra Obrony Narodowej erstmals auf dem Podium eines internationalen Rennens. Seine ersten Siege erzielte er 2020 bei der kleinen Rundfahrt In the footsteps of the Romans, als er eine Etappe und die Gesamtwertung gewann. Es folgte ein Etappenerfolg bei der Bulgarien-Rundfahrt im selben Jahr. In den folgenden Jahren erzielte er Podiums- und Top-10-Platzierungen in Serie, ein weiterer Einzelsieg auf internationaler Ebene blieb ihm zunächst verwehrt. National wurde er 2022 polnischer Meister im Straßenrennen, 2024 konnte er diesen Titel erneut erringen. Mit einem Etappenerfolg bei der Tour Battle of Warsaw und dem Gewinn des Memoriał Andrzeja Trochanowskiego war er 2024 auch wieder auf internationaler Ebene erfolgreich.
Zur Saison 2025 wechselte Banaszek gemeinsam mit seinem Cousin Alan und seinem Vater zum tschechischen Continental Team ATT Investments, das sich gleich mit vier polnischen Fahrern verstärkt hatte. Mit dem Ślężański Mnich VeloBank Bruki & Szutry gewann er in seiner ersten Saison ein polnisches Eintagesrennen.

## Familie
Sein Vater Dariusz Banaszek und sein älterer Bruder Adrian Banaszek, beides ehemalige Radrennfahrer, sind als Teammanager und Sportlicher Leiter beschäftigt. Sein Cousin Alan Banaszek ist ebenfalls als Radrennfahrer aktiv.

## Erfolge
2020
- Gesamtwertung und eine Etappe In the footsteps of the Romans
- eine Etappe Bulgarien-Rundfahrt

2021
- Bergwertung Baltic Chain Tour

2022
- Polnischer Meister – Straßenrennen
- Mannschaftszeitfahren Belgrad-Banja Luka

2023
- Bergwertung Tour du Loir-et-Cher

2024
- Polnischer Meister – Straßenrennen
- Mannschaftszeitfahren Tour de Kurpie
- Memoriał Andrzeja Trochanowskiego
- eine Etappe Tour Battle of Warsaw

2025
- Ślężański Mnich VeloBank Bruki & Szutry